# Maison Carrée
Maison Carrée (pol. kwadratowy dom) – starożytna rzymska świątynia znajdująca się we francuskim Nîmes, poświęcona Gajuszowi i Lucjuszowi, synom Marka Agrypy i przybranym wnukom Oktawiana Augusta. Należy do najlepiej zachowanych rzymskich świątyń. Od 1840 roku posiada status monument historique (pol. pomnik historii), w kategorii classé (zabytek o znaczeniu krajowym). 
Mająca formę pseudoperipteralnej świątyni korynckiej budowla stanowi doskonały przykład klasycyzującego stylu w architekturze epoki Augusta. Jej fasada frontowa wspiera się na sześciu kolumnach. Do posadowionej na podium budowli prowadzą liczące 15 stopni schody.
Ze względu na swój doskonały stan zachowania świątynia począwszy od okresu renesansu stanowiła źródło inspiracji dla poszukujących klasycznych wzorców architektów. Thomas Jefferson uznawał ją za jeden z najwspanialszych zabytków starożytności.
W 2023 roku świątynię wpisano na listę światowego dziedzictwa UNESCO.